# Transfiguratiekerk (Lviv)
De Transfiguratiekerk (Oekraïens: Преображенська церква) is een oorspronkelijk als rooms-katholiek godshuis gebouwde kerk in het oude centrum van de Oekraïense stad Lviv.

## Geschiedenis

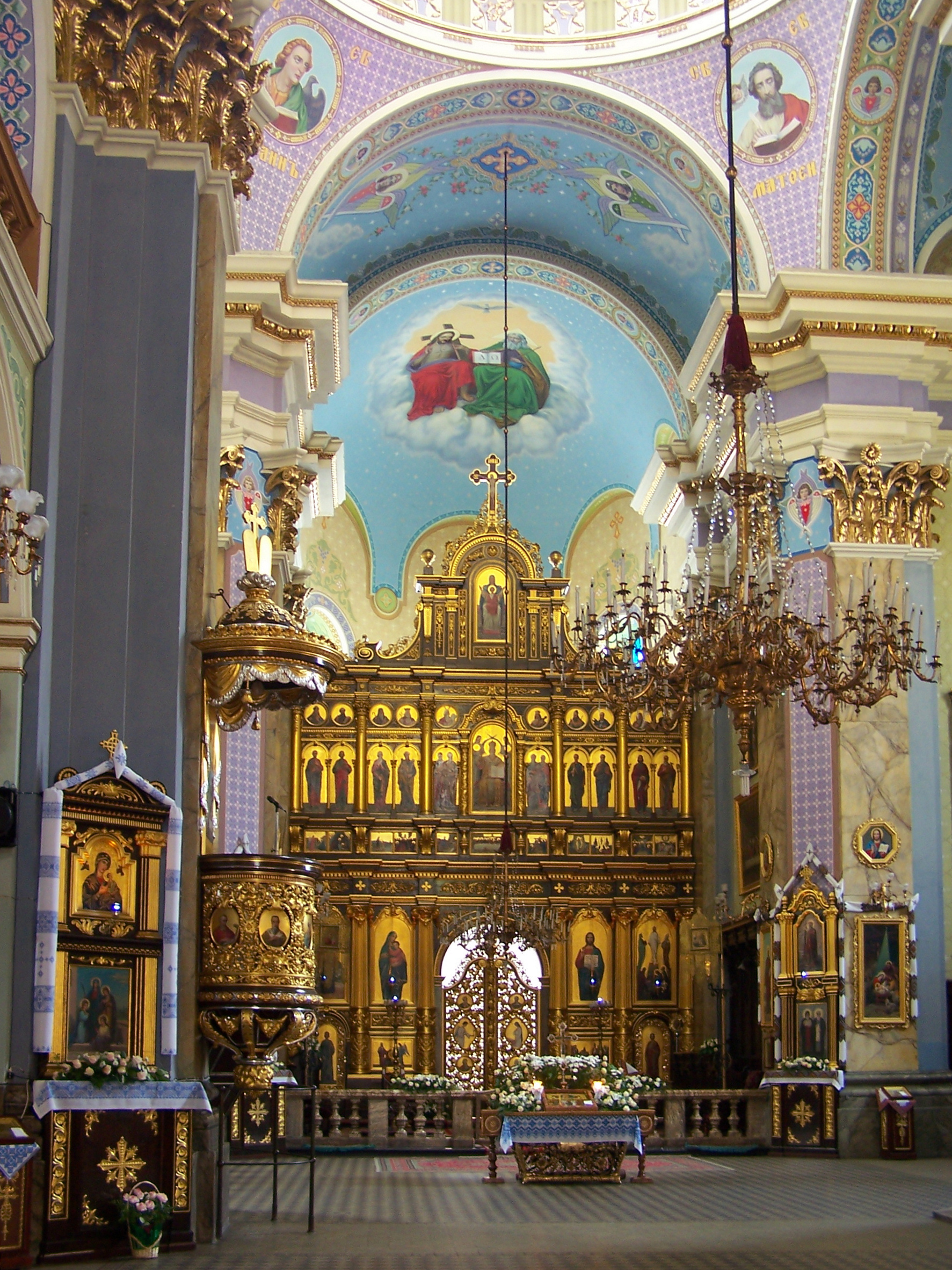
Interieur en iconostase Transfiguratiekerk, Lemberg

De kerk werd tussen 1703 en 1731 gebouwd als Kerk van de Heilige Drie-eenheid voor de Orde van de Allerheiligste Drie-eenheid in de stijl van het Franse classicisme, echter met een barok interieur. 
Keizer Jozef II schafte met zijn hervormingen het kloosterleven van de Trinitariërs af. Het kerkgebouw kwam daarna in handen van de Universiteit van Lemberg, die het als bibliotheek gebruikte. Op 2 november 1848 werd de kerk door brand en Oostenrijks artillerievuur verwoest. 
De Grieks-katholieke kerk liet uit de ruïnes de kerk herbouwen. Het oorspronkelijke ontwerp bleef bewaard, maar er werden een apsis aan het het korte koor en koepels op de beide kerktorens toegevoegd. Om het gebouw geschikt te maken voor de oosterse liturgie onderging het interieur grotere veranderingen. 
Op 29 april 1906 werd de kerk opnieuw ingewijd als de Grieks-katholieke Kerk van de Transfiguratie van de Heer. De parochiekerk ontwikkelde zich in de eerste helft van de 20-e eeuw tot een van de hoofdcentra van de Oekraïens nationale beweging. 
Met de ineenstorting van de Sovjet-Unie werd de parochie op 29 oktober 1989 als eerste van de stad hersteld.